# Нгуен Тхе Лок
Нгуен Тхе Лок (вьет. Nguyễn The Loc, 5 сентября 1935, Сайгон, Французский Индокитай) — южновьетнамский фехтовальщик-саблист. Участник летних Олимпийских игр 1964 и 1968 годов.

## Биография
В 1964 году вошёл в состав сборной Южного Вьетнама на летних Олимпийских играх в Токио. Выступал в фехтовании на саблях в индивидуальном турнире. На предварительном этапе занял в группе 6-е место среди 7 участников, проиграв Ежи Павловскому из Польши (0:5), Эне Хамори из США (0:5), Чезаре Сальвадори из Италии (1:5), Октавиану Винтилэ из Румынии (1:5), Яну Баутми с Нидерландских Антильских островов (0:5) и выиграл у Ронни Тесейры из Малайзии (5:4).
В 1968 году вошёл в состав сборной Южного Вьетнама на летних Олимпийских играх в Мехико. Выступал в фехтовании на саблях в индивидуальном турнире. На предварительном этапе занял в группе последнее, 7-е место, проиграв Марку Раките из СССР, Владимиро Каларезе из Италии, Алексу Орбану из США, Сэнди Лекки из Великобритании, Роману Квиносу из Аргентины и Вильяму Фахардо из Мексики.